# ハロルド・プレシアド
ハロルド・ファビアン・プレシアド・ビジャレアル（スペイン語: Harold Fabián Preciado Villareal、スペイン語発音: [ˈxaɾol(d) pɾeˈsjaðo]、1994年6月1日 - ）は、コロンビアのサッカー選手。ポジションはFW。

## クラブ歴
デポルティーボ・カリの下部組織出身で2013年にトップチームに昇格。翌年、ハグアレス・デ・コルドバに期限付き移籍。2015年にデポルティーボ・カリに復帰すると2年で40得点以上を記録した。
2017年に中国サッカー・甲級リーグの深圳市足球倶楽部に移籍。

## 代表歴
2016年にコパ・アメリカ・センテナリオのコロンビア代表候補として予備登録メンバーに入ったが、本登録からは外れた 。同年、リオデジャネイロオリンピックに参加、全試合に出場した。
2022年1月16日、ホンジュラス代表戦でA代表初出場。